# The Death and Life of John F. Donovan
The Death and Life of John F. Donovan ist ein Filmdrama von Xavier Dolan, das am 10. September 2018 beim Toronto International Film Festival seine Weltpremiere feierte und am 23. August 2019 in die kanadischen Kinos kam.

## Handlung
Rupert Turner war immer ein großer Fan von John F. Donovan. Ein Jahrzehnt ist nunmehr vergangen, seit der TV-Star vereinsamt und unerwartet nach einer Reihe von Skandalen starb. Rupert, nun selbst erfolgreicher Schauspieler, erinnert sich an die schriftliche Korrespondenz, die er mit Donovan fünf Jahre lang führte, nachdem der damals 11-Jährige dessen geheimer Brieffreund wurde. Die Briefe hatten Auswirkungen auf ihr beider Leben, und Rupert erhielt durch diese einzigartige Einblicke in das Seelenleben des TV-Stars. Rupert fasst die Korrespondenz mit Donovan zusammen und verrät der Reporterin Audrey Newhouse in einem Interview alles, was er über dessen turbulentes Leben weiß, so auch welche Kompromisse dieser für den Ruhm gemacht hat und wie der Mann, den er verehrte, ihn als kleinen Jungen inspiriert hat.

## Produktion
Regie führte Xavier Dolan, der gemeinsam mit Jacob Tierney auch das Drehbuch zum Film schrieb. Es handelt sich um Dolans ersten Film in englischer Sprache. Die Filmmusik komponierte Gabriel Yared.
Die Dreharbeiten fanden in Montréal, London, New York und Prag statt.
Eigentlich sollte der Film im September 2017 beim Toronto International Film Festival gezeigt werden, im Januar 2018 in die kanadischen Kinos kommen und im Mai 2018 auch in Cannes vorgestellt werden, da Dolan mit dem Film nicht zufrieden war, wurde der Kinostart auf einen nicht genauer benannten Zeitpunkt im Jahr 2018 verlegt. Anfang August 2018 wurde bekannt, dass der Film im September 2018 beim Toronto International Film Festival erstmals gezeigt werden sollte. Die Weltpremiere dort erfolgte am 10. September 2018. Ende Juli und Anfang August 2019 wurde er beim Jerusalem Film Festival gezeigt. Am 23. August 2019 kam der Film in die kanadischen Kinos.
Jessica Chastain und Bella Thorne spielten im Film mit, ihre Szenen wurden jedoch von Regisseur Dolan aus der endgültigen Schnittfassung entfernt.

## Rezeption

### Kritiken
Stephen Dalton von The Hollywood Reporter merkt an, dass Xavier Dolan schon immer die Kritiker geteilt habe. Dessen typischerweise starkes visuelles Auge und Gespür für ein emotionales Feuerwerk, seien jedoch in The Death and Life of John F. Donovan ungewöhnlich gedämpft. Auch wenn er diesen Film in englischer Sprache gedreht habe, spielten Dolans wiederkehrende Obsessionen immer noch eine bestimmende Rolle, und seine semi-autobiographischen Mütter seien wieder einmal eine Hauptquelle für die Dramatik. Diesmal erzähle er davon nicht nur in einem, sondern gleich in zwei parallelen Plots über sensible junge Männer, die sich in einem permanenten psychischen Krieg mit ihren dominanten Müttern befinden. Allerdings scheine es so, als habe sich Dolan in diese autobiografischen Figuren so verliebt, dass er sie für seine Zuschauer weder charmant noch zugänglich macht. Der auf Hochglanz polierte Film biete zumindest einige sinnliche Vergnügen, einschließlich der üppigen Farbschemata des Kameramanns André Turpin und dessen elegante Kameraarbeit. Gabriel Yareds zähe und emotionale Filmmusik dringe dabei in fast jede Szene ein und übertöne dabei manchmal sogar den Dialog.
In der Tageszeitung The Guardian bewertete Benjamin Lee The Death and Life of John F. Donovan mit nur einem von fünf möglichen Punkten und nannte den Film einen „Fehlschlag“. Auch Eric Kohn von IndieWire zeigte sich enttäuscht und bezeichnete Dolans englischsprachiges Debüt als seinen bislang schlechtesten Film.

### Auszeichnungen
Toronto International Film Festival 2018
- Nominierung als Bester kanadischer Spielfilm (Xavier Dolan)